# Charles de Watteville
Charles Watteville de Joux (también llamado Carlos de Batteville, Nozeroy, Franco Condado -actualmente Francia- 1605 - Lisboa, Portugal, 1670), I Barón de Watteville, fue un noble, militar y diplomático borgoñón al servicio del rey Felipe IV de España. Su apellido se supone que es una adaptación al francés del origen de su abuelo, natural de Wattenwil (Suiza), y también ha sido traducido como Vatteville y Vatevile.
Tenía también los títulos de Conde de La Corbière y Caballero del Toisón de Oro. 

## Biografía
Era hijo de Pierre de Watteville de Joux (1571 ? -1631).

### Actividad militar
Participó en la Guerra de los Treinta Años, luchando contra los franceses en Valtelina, enrolado en el ejército borgoñón. En 1638 asumió el mando de un tercio que combatió en el Milanesado y que participó en la defensa de Trino, asediada por el mariscal Turenne en 1643. Participó también en la defensa de fortalezas de la Toscana en 1646, y ya como Mariscal de Campo en la recuperación de Nápoles en 1648. Negoció en nombre del rey de España la asistencia de la flota que apoyó desde la ría de Burdeos a la sublevación de Fronda contra el rey Luis XIV de Francia.

### Actividad diplomática
En 1651, por recomendación de Luis de Haro, fue nombrado Capitán General de Guipúzcoa, cargo que ocupó hasta 1660, en que Felipe IV le nombró embajador en Londres ante la corte de Carlos II de Inglaterra. Precisamente su sobrino, Jean Charles de Watteville ocupó en Londres la embajada extraordinaria que precedió a su llegada. Durante su embajada en Londres, se produjo un empeoramiento de las relaciones entre ambos reinos, atribuidos a la amistad de Carlos II con Portugal y a la belicosa política de su Primer ministro, Lord Clarendon. Según Clarendon, Watteville era "un hombre rudo, que parecía del campo, pero que realmente conocía las intrigas de la corte mejor que la mayoría de los españoles, y, excepto cuando su pasión lo sorprendió, fue cauteloso y astuto en sus negociaciones".
A pesar de su intención de evitar conflictos, el 30 de septiembre de 1661 sería protagonista de un célebre incidente que le costó su privilegiada posición. El suceso se produjo cuando, tras haber sido anunciada la llegada de un nuevo embajador de Suecia a Inglaterra, las delegaciones de España y Francia, encabezadas por sus respectivos embajadores, anunciaron su asistencia para recibir al diplomático, acción que venía siendo evitada para prevenir conflictos. Tras el desembarco del nuevo representante, y con la disputa del orden de precedencia como motivo, las comitivas española y francesa (encabezada por el conde Godefroi d'Estrades) se enzarzaron en una refriega que finalizó con una batalla campal que deparó varios muertos y heridos. El hecho fue comentado ampliamente por los cronistas de la época, como Samuel Pepys, quien debido a su animadversión hacia los franceses celebró la 'victoria' de los españoles en su famoso diario. El suceso enardeció al rey Luis XIV, quien expulsó al embajador español en París y amenazó con declarar la guerra a España si no se castigaba a los culpables, lo que provocó el retorno de Watteville.
A su regreso de Londres, fue enviado preso al castillo de Santorcaz, no recuperando su papel en la corte hasta la muerte de Felipe IV, en 1665. Ya bajo la regencia de Mariana de Austria, en 1666 fue destinado como embajador extraordinario en Roma. Participó en las negociaciones para la defensa del Franco Condado, reclamado por los franceses y en 1668, tras la Guerra de Restauración portuguesa, le fue encargada la nueva embajada en Portugal, donde murió en 1670. Poco antes de morir, la reina Mariana le había nombrado caballero de la Orden del Toisón de Oro.